# Єгорова Федора Петрівна
Федора Петрівна Єгорова (14 березня 1934—2004) — перший професійний журналіст-жінка з народу саха, лауреат республіканської журналістської премії «Золоте перо», головний редактор республіканської газети «Кыым», відмінник друку Республіки Саха (Якутія).

## Біографія
Народилась 14 березня 1934 року в Кобяйському улусі на ділянці Аһахтааччы 2-го Лючинського наслега сьомою молодшою дитиною в сім'ї мисливця Петра Єгорова (якут. Бүөчүккэ Бүөтүр) і Дарії Іванівни.
Навчалася в Мастахській і середній школі с-ща Сангар. Закінчила Якутське педучилище і після закінчення в 1957—1958 рр. працювала вчителькою і піонервожатою в Тойбохойській середній школі Сунтарського улусу.
Активного молодого фахівця помітили, і в 1958 році направили вчитися до Москви на курси школи ЦК ВЛКСМ.
У 1962 році Федора вступила на факультет журналістики МДУ імені М. В. Ломоносова. Отримавши університетський диплом, з 1967 року працювала в головній республіканської сахамовній газеті «Кыым», де пропрацювала протягом 36 років — до останніх днів свого життя.
Як згадує народний поет Республіки Саха (Якутія) С. І. Тарасов, Федора Петрівна, працюючи у 1970—1980 рр. у відділі культури газети «Кыым», оперативно і талановито висвітлювала різні актуальні питання, які виникають у сферах мистецтва, культури, серед творчої інтелігенції республіки.
Коли в часи реформ в 1993 році газету «Кыым» закрили, пов'язуючи її діяльність з утратившою популярність комуністичною партією, журналіст рішуче виступила проти. Федора Петрівна була глибоко переконана, що газета з її найкращими традиціями повинна приносити користь своїм читачам. Своєю мужністю, сильною громадянською позицією, об'єднала своїх однодумців і домоглася воскресіння народної газети і протягом дев'яти наступних років, аж до своєї смерті, була її керівником.